# Ichthyococcus irregularis
Ichthyococcus irregularis är en fiskart som beskrevs av Rechnitzer och Böhlke, 1958. Ichthyococcus irregularis ingår i släktet Ichthyococcus och familjen Phosichthyidae. IUCN kategoriserar arten globalt som livskraftig. Inga underarter finns listade i Catalogue of Life.